# Hans Jonas
Hans Jonas (født 10. maj 1903, død 5. februar 1993) er en tysk-amerikansk filosof. Han formulerede et kategorisk imperativ (ubetinget påbud), og fremførte bl.a. det synspunkt, at nærhedsetikken, som vi bl.a. har lært af Aristoteles, ikke længere er tilstrækkelig som samfundsetik.